# 泰诺健
泰诺健（英語：Technogym），是一家意大利的健身器材设计生产商，于1983年10月20日，由内里奥·亚历山大（Nerio Alessandri）创建。

## 公司简介
泰诺健公司目前总部设在意大利切塞纳，在欧洲、亚洲和美国开设了12家直属分公司，在全球拥有1400多名员工，大约85% 的产品销售至全球100多个国家，器材全部在意大利设计和制造。泰诺健是2000年悉尼、2004年雅典、2006年都灵及2008年北京举办的奥运会和残疾人奥运会以及2006年亚运会和2007年泛美运动会與2016年夏季奧林匹克運動會的官方供应商。

## 公司文化
泰诺健倡导“Wellness全面健康，全面健康”。wellness面向的是所有人群，保持身心的健康舒适是每个人都需要的。曾获得2003年欧洲 “Great Place to Work (理想工作场所)”奖 。

## 公司产品
产品主要分为商业健身和家庭健身两类，包括以下几个系列。
- Cardio有氧设备
- Strength力量设备
- Kinesis
- Flexability
- Group
- Wellness 系统
- Wellness附件产品